# Тимонишин, Антон Григорьевич
Антон Григорьевич Тимонишин — советский и украинский кинорежиссёр, театральный актёр.
Член Союза кинематографистов УССР.

## Биография
Антон Тимонишин родился 8 июня 1921 года на хуторе Береззя (ныне в черте села Сёмаки). 
Учился в Луцкой польской коммерческой гимназии.
В 1958 году окончил режиссёрский факультет КГИТИ имени И. К. Карпенко-Карого.
С 1944 года — актёр Волынского драмтеатра. 
В 1959 году работал вторым режиссёром в картине Владимира Денисенко «Солдатка». В дальнейшем стал режиссёром киностудии имени А. Довженко.
Как отмечает киновед Александр Федоров, 
«жизнь режиссёра Антона Тимонишина оказалась, увы, короткой, и он успел поставить только три полнометражных фильма (два из которых – «Их знали только в лицо» и «Эксперимент доктора Абста» вошли в тысячу самых кассовых советских лент). Все эти картины объединяла военная тема».
В 1963 году снял научно-популярный фильм «Михаил Романов».
Скончался 21 октября 1969 года в Киеве.

## Семья
Жена - Валентина
Дочь - Тимонишина, Оксана Антоновна (род. 1959) — советский и украинский художник-постановщик.

## Память
- 13 июня 2016 года в НаУКМА, в Галерее искусств им. Елены Замостян, состоялся Вечер памяти Антона Тимонишина и презентация книги Ларисы Брюховецкой «Кинопространство Антона Тимонишина. От ракет Фау-2 до Артура Абста»[6].

## Фильмография
- 1962 — «Киевская соната» в киноальманахе «Звёздочка»
- 1964 — «Ракеты не должны взлететь» (совместно с Алексеем Швачко) - 20,7 млн зрителей (по данным киноведа А.Федорова)
- 1966 — «Их знали только в лицо» - 43,8 млн зрителей (по данным киноведа А.Федорова)
- 1968 — «Эксперимент доктора Абста» - 29,4 млн зрителей (по данным киноведа А.Федорова)